# 1-й провулок Сєрова (Мелітополь)
1-й провулок Сєрова — провулок у Мелітополі. Йде від провулка Сєрова до вулиці Чайковського, далі прямим продовженням провулка є вулиця Ціолковського. Забудований багатоповерховими будинками.

## Назва
Провулок названий на честь Анатолія Сєрова (1910-1939) — радянського військового льотчика-винищувача, Героя Радянського Союзу.

## Історія
Провулок вперше згадується 20 грудня 1946 року.